# Óscar Santiago
Óscar Santiago Rumayor (Santander, Cantabria, España, 20 de enero de 1991) es un futbolista español que juega como guardameta en el C. D. Laredo de la Segunda Federación.

## Trayectoria
Llegó a las categorías inferiores del Racing en el año 2008 y en 2010 pasó al Racing "B", filial del Racing de Santander. El 12 de abril de 2012, en un encuentro frente al R. C. D. Mallorca, fue convocado por primera vez con el Racing.
En 2012 fichó por el Celta "B", para regresar en tres años después al Racing.
En agosto de 2016 firmaría por la R. B. Linense de la Segunda División B donde jugaría una temporada.
En invierno de 2018 firmaría por el Caudal Deportivo donde jugaría hasta final de temporada.
Tras no jugar en un equipo desde su salida del Caudal, a principios de 2019 firmaría por el Lleida Esportiu donde sería portero suplente.
En la siguiente temporada firmaría por el C. F. Talavera donde jugaría la primera mitad de la temporada, posteriormente firmaría por el A. G. Estudiantil donde jugaría hasta el final de la temporada 2019-20.
En el mercado invernal de la temporada 2020-21 firmaría por la S. D. Formentera de la Tercera División de España donde jugaría dos temporadas y media y lograría un ascenso a Segunda Federación.
El 5 de octubre de 2023 firmaría por el C. D. Badajoz de la Segunda Federación para sustituir al guardameta Javi Olmedo, lesionado de larga duración.
Tras quedar libre, el 25 de julio de 2024 ficharía por el C. D. Laredo de la Segunda Federación hasta 2025.

## Clubes
| Club                     | País   | Año         | Partidos | Goles Encajados |
| ------------------------ | ------ | ----------- | -------- | --------------- |
| Racing de Santander B    | España | 2008 - 2009 | 2        | - 4             |
| Racing de Santander B    | España | 2009 - 2010 | 0        | 0               |
| Celta de Vigo "B"        | España | 2012 - 2013 | 18       | - 14            |
| Celta de Vigo "B"        | España | 2013 - 2014 | 6        | - 9             |
| Celta de Vigo "B"        | España | 2014 - 2015 | 31       | - 48            |
| Racing de Santander      | España | 2015 - 2016 | 30       | - 21            |
| Real Balompédica Linense | España | 2016 - 2017 | 31       | -41             |
| Caudal Deportivo         | España | 2017 - 2018 | 13       | -23             |
| Lleida Esportiu          | España | 2018 - 2019 | 3        | -2              |
| CF Talavera de la Reina  | España | 2019 - 2020 | 16       | -22             |
| AG Estudiantil CF        | España | 2020        | 11       | -26             |
| SD Formentera            | España | 2020 - 2023 | 86       | -83             |
| CD Badajoz               | España | 2023 - 2024 | 4        | -4              |
| CD Laredo                | España | 2024 -      |          |                 |

Fuente: BeSoccer